# Henry Amdahl
Henry Amdahl, inna pisownia Henry Amdal (ur. 10 kwietnia 1921 w Furnes, zm. 14 września 1993) – norweski skoczek narciarski.
W 1940 wystartował w Festiwalu Skoków Holmenkollen, zajmując szóste miejsce. W 1947 startował z powodzeniem w zawodach w różnych częściach Półwyspu Skandynawskiego: zdobył srebrny medal w konkursie skoków na pierwszych Szwedzkich Igrzyskach Narciarskich w Sundsvall za Arne Hoelem. W roku tym zdobył także drugie miejsce w Festiwalu Skoków Holmenkollen w Oslo, stolicy Norwegii oraz drugie miejsce w konkursie skoków na Igrzyskach Narciarskich w Lahti. W 1947 został też mistrzem Norwegii na skoczni w Tistedal.
W następnych latach brał udział już tylko w konkursach Festiwalu Skoków w Oslo, ale bez większego powodzenia: czterdzieste pierwsze miejsce w 1952, siedemnaste w 1953 oraz setne w 1955.